# BandNews FM Curitiba
BandNews FM Curitiba é uma emissora de rádio brasileira sediada em Curitiba, capital do estado do Paraná. Opera no dial FM, na frequência 96,3 MHz, e é integrada à rede BandNews FM, sendo pertencente ao Grupo JMalucelli e ao Grupo Bandeirantes de Comunicação.

## História
A BandNews FM Curitiba foi fundada em 2 de janeiro de 2006, substituindo a programação da 96 Rock (que migrou para os 91,3 MHz, tornando-se 91 Rock), ocupante da frequência desde 1997. Na época de sua criação, a BandNews FM estava expandindo seu sinal pelo país, e a emissora de Curitiba foi a sua primeira afiliada.
Em 1.º de novembro de 2021, a emissora passou a repetir provisoriamente sua programação através dos 90,1 MHz, substituindo a sua coirmã CBN Curitiba, que havia encerrado suas transmissões com o fim da parceria entre a CBN e o Grupo JMalucelli, que controlava a emissora desde 2004. A transmissão durou até 6 de dezembro, com a estreia da Alpha FM Curitiba na frequência.